# Мерлен, Жан-Жозеф
Жан-Жозе́ф Мерле́н, или (на английский манер) Джон Джо́зеф Ме́рлин (6 сентября 1735 года, Юи, современная Бельгия — 8 мая 1803 года, Лондон, Великобритания) — валлонский учёный-механик, с 1760 года работавший в Лондоне.

## Происхождение и семья
Родился в 1735 году в городе Юи, бывшем в то время частью Льежского епископства. Происходил из потомственной семьи ремесленников по металлу — дед Жана-Жозефа принимал участие в ковке металлических конструкций для фонтана Ли Бассиния, до сих пор являющегося достопримечательностью Юи. Сын кузнеца Максимильена-Жозефа Мерлена и его жены Мари-Анн Левассёр. Жан-Жозеф был холост на момент смерти. Семья несколько раз переезжала. С 19 до 25 лет Мерлин жил в Париже, где занимался в парижской Академии наук.

## Биография
Уже в юности Жан-Жозеф Мерлен был приписан к цеху металлообработчиков. Около 1740 года семья Мерлена переехала в Париж, где юноша работал по изготовлению часов и точных механических инструментов, сотрудничал с Академией наук. Там же на него обратил внимание испанский посол в Лондоне Хуан Пиньятелли, 17-й граф Фуэнтес, который пригласил Жана-Жозефа поработать на себя.
24 мая 1760 года по приглашению графа переехал в Лондон в качестве технического советника испанского посла при дворе Святого Иакова. Во время своего пребывания в столице Англии изменил имя на Джон Джозеф Мерлин, что помимо прочего напоминало местным жителям имя легендарного волшебника Мерлина из британского эпоса. В Лондоне создавал часы и точные механические изделия, включая музыкальные автоматы. Разработал и изготовил много необычных для тех лет предметов, среди которых — «голландский гриль», представлявший собой вертел, вращаемый при помощи небольшой «ветряной мельницы», и «кресло Мерлена» — колёсное кресло для малоподвижных людей. Он также был создателем первых в мире напольных весов для взвешивания людей и маленьких точных весов для взвешивания золотых монет. С 1766 по 1773 год сотрудничал с Джеймсом Коксом (в частности, при работе над автоматом «Серебряный лебедь»). К 1773 году он разрабатывал и создавал инновационные клавишные инструменты. В 1783 году открыл Музей музыкальных инструментов и механических изобретений на Принсес-стрит, Ганновер-сквер, Лондон — место встречи дворянства и аристократии. Современники называли его «гениальным механиком». Музей был очень популярен в Лондоне и продолжал работать после его смерти несколько лет, закрылся в 1808 году. С начала 1770-х годов занимался производством клавишных музыкальных инструментов. В 1777 году изготовил клавикорд для Чарлза Бёрни. На его клавесине играл Иоганн Кристиан Бах, а около 1774 года сотрудничал с немецким композитором и гобоистом Иоганном Кристианом Фишером.
Мерлен также считается изобретателем роликовых коньков — он прикрепил к деревянным дощечкам по паре металлических колёсиков, установленных одно за другим, наподобие лезвий коньков для льда. Эта система использовалась вплоть до XIX века, и лишь тогда была заменена современной. Впрочем, существует также мнение, что роликовые коньки были изобретены в Нидерландах ещё до Мерлена.
Джон Джозеф Мерлин был женат на Энн Голдинг. Бракосочетание состоялось 17 сентября 1783 года в церкви Святого Спасителя в Саутварке. В браке родились двое детей: Энн Джоанна (крещённая в Сент-Эндрю-Холборн 19 ноября 1786 г.) и Джозеф (крещённый 18 мая 1790 г.). Публично Мерлин продолжал объявлять себя холостым, возможно, для того чтобы поддерживать свой образ беззаботного горожанина с целью продвижения своего бизнеса. Энн Мерлин умерла 22 ноября 1793 года.
Мерлин скончался в Лондоне, по вновь открытым документам — 8 мая 1803 года после продолжительной болезни.